# Eichendorff-Denkmal (Racibórz-Brzezie)

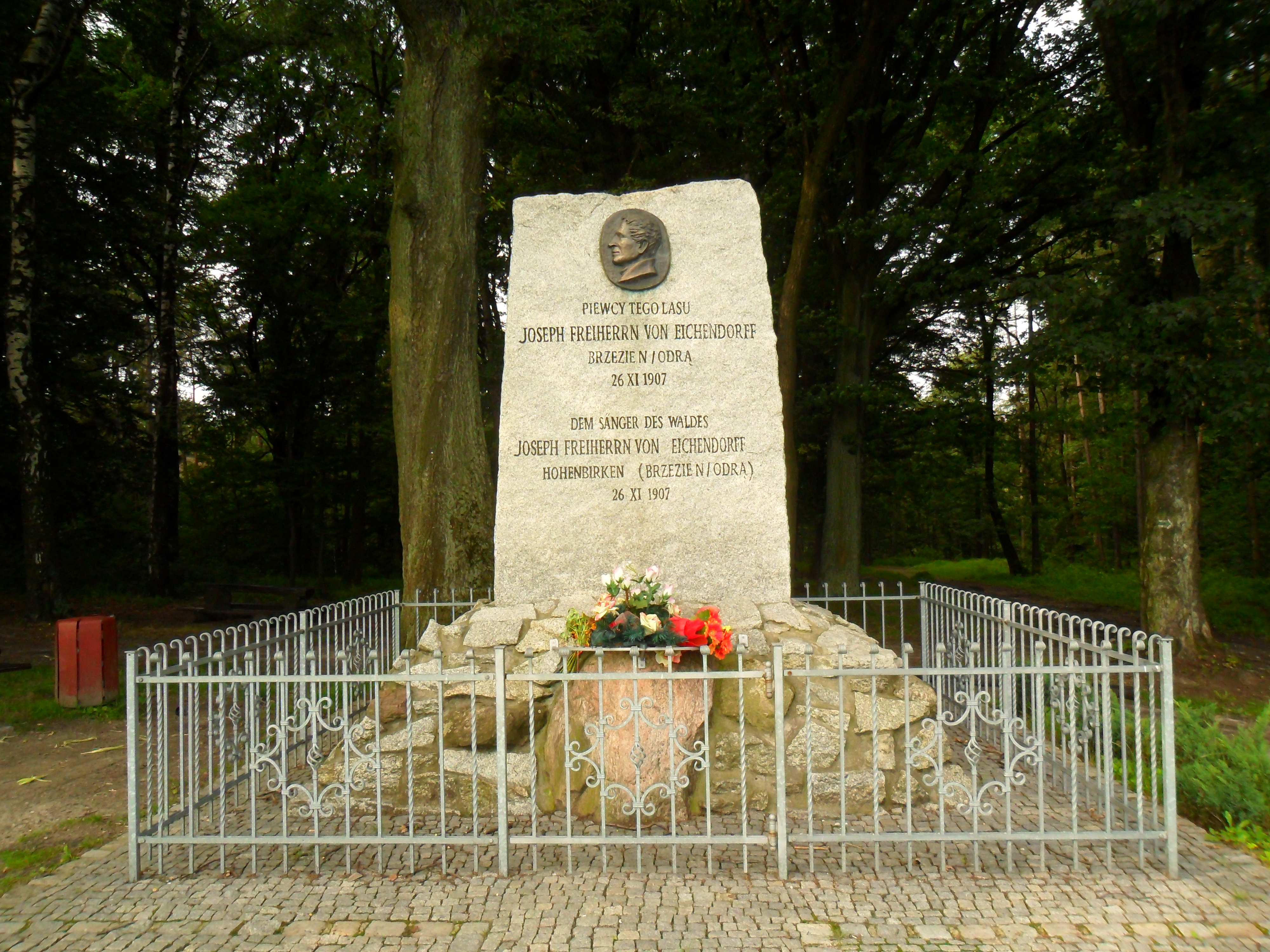
Das Eichendorff-Denkmal

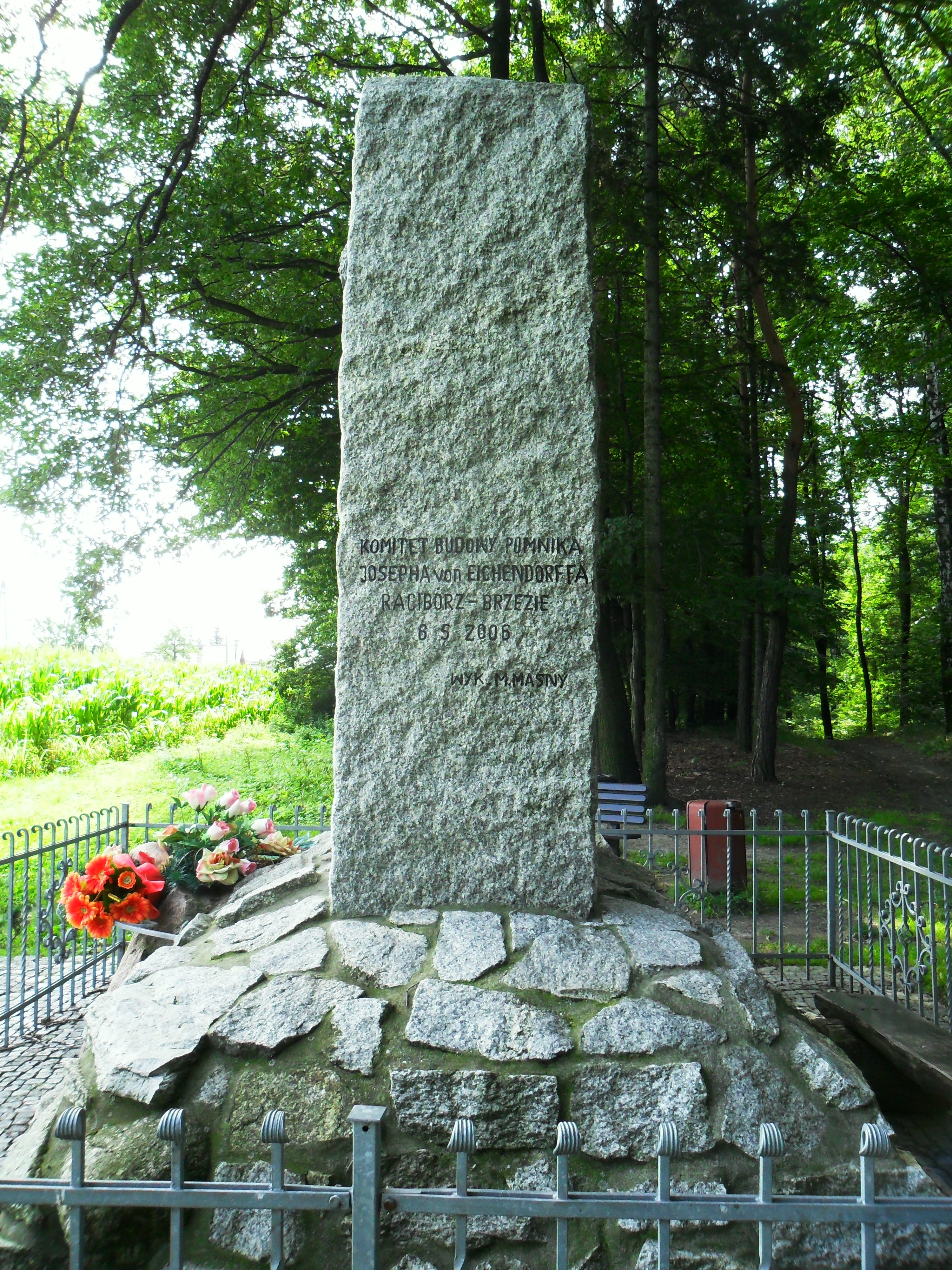
Seitenansicht

Das heutige Joseph-von-Eichendorff-Denkmal im Stadtteil Brzezie (Hohenbirken) der oberschlesischen Stadt Racibórz (Ratibor) wurde 2006 aufgestellt. Es wurde an der Stelle seines Vorgängers aufgestellt, der 1907 aufgestellt wurde und 1945 zerstört wurde. Ein weiteres Eichendorff-Denkmal steht in der Innenstadt von Racibórz.

## Beschreibung und Geschichte
Das erste Eichendorff-Denkmal (auch Eichendorffstein) wurde am 26. November 1907 zum 50. Todestag des in der Nähe geborenen bedeutenden deutschen Lyriker und Schriftsteller Joseph von Eichendorff (1788–1857) im Aussichtswald in dem damals selbständigen Ort Hohenbirken feierlich enthüllt. Der Gedenkstein bestand aus rotem Granit. Auf diesem befand sich die Inschrift: „Dem Sänger des Waldes / Joseph von Eichendorff / Hohenbirken 26 XI 1907“. Der große Granitfindling stand auf einem Sockel aus mehreren kleineren Natursteinen. Der Findling kam aus dem nahen Pogrzebin und wog etwa 21 bis 23 Tonnen. Den Erzählungen nach soll an der Stelle im Wald Eichendorff häufig gesessen haben und von dort seinen Blick auf das Schloss in Pogrzebin gerichtet haben.
Als das Gebiet 1922 an Polen abgetreten wurde, wurde das Denkmal von Vandalismus heimgesucht und Versammlungen am Denkmal wurden untersagt. 1945 wurde es vollständig zerstört.
Anfang des 21. Jahrhunderts entstand ein Komitee mit dem Ziel der Aufstellung eines neuen Denkmals. Ein erster vorgestellter Entwurf wurde durch die Stadt nicht genehmigt. Erst ein neuer Entwurf wurde 2005 genehmigt und das Denkmal am 6. Mai 2006 enthüllt. Das neue Denkmal besteht aus einem sieben Tonnen schweren Gedenkstein aus Granit, welcher auf einem Sockel aus kleineren Steinen steht. Der Granitstein kommt aus Strzegom (Striegau). Es hat aber keine Ähnlichkeit mit seinem Vorgänger. Es erhielt dieselbe Inschrift in Deutsch wie sein Vorgänger sowie eine polnische Übersetzung. Nachträglich wurde noch ein Medaillon aus Metall mit dem Porträt des Schriftstellers angebracht. Es ist umgeben von einem Zaun aus Metall.